# Diou (Allier)
Pour les articles homonymes, voir Diou.
Diou est une commune française située dans le département de l'Allier, en région Auvergne-Rhône-Alpes.

## Géographie

### Localisation
Diou est située au nord-est du département de l'Allier.
Ses communes limitrophes sont :
|                           | Saint-Aubin-sur-Loire (Saône-et-Loire) | Gilly-sur-Loire (Saône-et-Loire) |
| Dompierre-sur-Besbre      | Diou                                   |                                  |
| Saint-Pourçain-sur-Besbre | Saligny-sur-Roudon                     | Pierrefitte-sur-Loire            |

### Hydrographie
La commune est traversée par la Loire et le Roudon. Le canal latéral à la Loire traverse également cette commune.

### Voies de communication et transports
La commune de Diou est traversée par l'autoroute A79 (portion de la Route Centre-Europe Atlantique et de la route européenne 62, ancienne route nationale 79), assurant une liaison entre Moulins et Mâcon, ainsi que par les routes départementales 15 (vers Sept-Fonts, au nord de Dompierre-sur-Besbre, et Saligny-sur-Roudon), 480 (vers Gilly-sur-Loire) et 779.
La ligne de Moulins à Mâcon passe par la commune de Diou, avec une ancienne gare (où plus aucun train ne s'arrête). La gare la plus proche est celle de Dompierre-Sept-Fons.

### Climat
Pour des articles plus généraux, voir Climat d'Auvergne-Rhône-Alpes et Climat de l'Allier.
En 2010, le climat de la commune est de type climat océanique dégradé des plaines du Centre et du Nord, selon une étude du CNRS s'appuyant sur une série de données couvrant la période 1971-2000. En 2020, Météo-France publie une typologie des climats de la France métropolitaine dans laquelle la commune est exposée à un climat océanique altéré et est dans la région climatique Centre et contreforts nord du Massif Central, caractérisée par un air sec en été et un bon ensoleillement.
Pour la période 1971-2000, la température annuelle moyenne est de 11,1 °C, avec une amplitude thermique annuelle de 16,5 °C. Le cumul annuel moyen de précipitations est de 883 mm, avec 11,7 jours de précipitations en janvier et 7,5 jours en juillet. Pour la période 1991-2020, la température moyenne annuelle observée sur la station météorologique installée sur la commune est de 12,1 °C et le cumul annuel moyen de précipitations est de 818,9 mm,. Pour l'avenir, les paramètres climatiques de la commune estimés pour 2050 selon différents scénarios d'émission de gaz à effet de serre sont consultables sur un site dédié publié par Météo-France en novembre 2022.
| Mois                                  | jan.           | fév.           | mars          | avril           | mai             | juin           | jui.           | août         | sep.            | oct.            | nov.            | déc.           | année    |
| ------------------------------------- | -------------- | -------------- | ------------- | --------------- | --------------- | -------------- | -------------- | ------------ | --------------- | --------------- | --------------- | -------------- | -------- |
| Température minimale moyenne (°C)     | 0,9            | 0,8            | 3,1           | 5,5             | 9,3             | 12,9           | 14,7           | 14,4         | 10,8            | 8,2             | 4,1             | 1,5            | 7,2      |
| Température moyenne (°C)              | 4,1            | 4,9            | 8,3           | 11,2            | 15,1            | 18,9           | 20,9           | 20,8         | 16,6            | 12,7            | 7,6             | 4,6            | 12,1     |
| Température maximale moyenne (°C)     | 7,2            | 9              | 13,5          | 16,9            | 20,8            | 24,8           | 27,2           | 27,1         | 22,5            | 17,3            | 11,1            | 7,6            | 17,1     |
| Record de froid (°C) date du record   | −22 16.01.1985 | −13,9 07.02.12 | −12 01.03.05  | −5 04.04.1973   | −1,8 01.05.1976 | 2,5 05.06.1969 | 4,2 04.07.1979 | 3 24.08.1980 | −0,1 27.09.1972 | −6,5 31.10.1997 | −9,5 23.11.1993 | −15 29.12.1970 | −22 1985 |
| Record de chaleur (°C) date du record | 18 10.01.1991  | 22 24.02.21    | 26,1 31.03.21 | 29,8 16.04.1971 | 34,4 25.05.09   | 40,3 27.06.19  | 41 31.07.1983  | 41 12.08.03  | 35,3 14.09.20   | 30,3 09.10.23   | 24 07.11.15     | 18,9 05.12.06  | 41 2003  |
| Précipitations (mm)                   | 64,4           | 52,5           | 51,9          | 68,4            | 83,6            | 68,5           | 64,6           | 67,7         | 65,8            | 78,1            | 84,4            | 69             | 818,9    |

## Urbanisme

### Typologie
Au 1er janvier 2024, Diou est catégorisée commune rurale à habitat dispersé, selon la nouvelle grille communale de densité à 7 niveaux définie par l'Insee en 2022.
Elle est située hors unité urbaine. Par ailleurs la commune fait partie de l'aire d'attraction de Dompierre-sur-Besbre, dont elle est une commune de la couronne,. Cette aire, qui regroupe 3 communes, est catégorisée dans les aires de moins de 50 000 habitants,.

### Occupation des sols

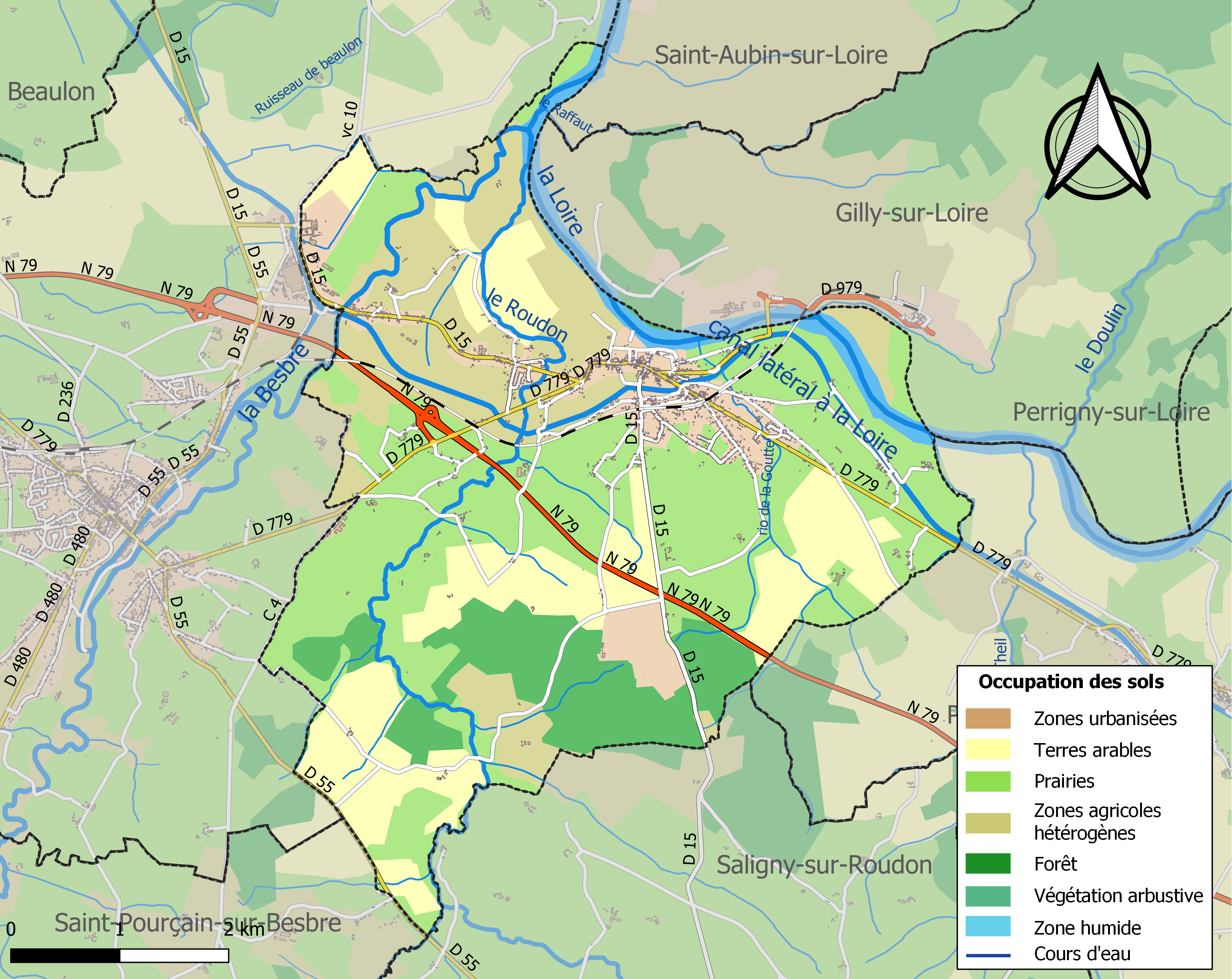
Carte des infrastructures et de l'occupation des sols de la commune en 2018 (CLC).

L'occupation des sols de la commune, telle qu'elle ressort de la base de données européenne d’occupation biophysique des sols Corine Land Cover (CLC), est marquée par l'importance des territoires agricoles (77,7 % en 2018), en diminution par rapport à 1990 (79,7 %). La répartition détaillée en 2018 est la suivante : prairies (39,7 %), terres arables (19,8 %), zones agricoles hétérogènes (18,2 %), forêts (10,8 %), zones urbanisées (5,3 %), eaux continentales (3 %), mines, décharges et chantiers (1,7 %), espaces verts artificialisés, non agricoles (0,9 %), zones industrielles ou commerciales et réseaux de communication (0,7 %).
L'IGN met par ailleurs à disposition un outil en ligne permettant de comparer l'évolution dans le temps de l'occupation des sols de la commune (ou de territoires à des échelles différentes). Plusieurs époques sont accessibles sous forme de cartes ou photos aériennes : la carte de Cassini (XVIIIe siècle), la carte d'état-major (1820-1866) et la période actuelle (1950 à aujourd'hui).

## Toponymie
Le nom de Diou vient de l'abréviation de Noviodunum, nom de langue gauloise d'une ville éduenne évoquée dans la Guerre des Gaules de Jules César,.

## Histoire
Durant l'Antiquité, la commune était située dans le territoire du peuple gaulois des Éduens.

## Politique et administration

### Découpage territorial
Par arrêté préfectoral du 2 janvier 2024, la commune est retirée le 1er janvier 2024 de l'arrondissement de Moulins et rattachée à l'arrondissement de Vichy.

### Liste des maires
| Période                                  | Période                      | Identité          | Étiquette | Qualité          |
| ---------------------------------------- | ---------------------------- | ----------------- | --------- | ---------------- |
| Les données manquantes sont à compléter. |                              |                   |           |                  |
| mars 2001 (réélu en 2020)                | En cours (au 8 juillet 2020) | Christian Labille | DVD       | Agent immobilier |

## Population et société

### Démographie
Les habitants de la commune sont appelés les Diouxois et les Diouxoises.
L'évolution du nombre d'habitants est connue à travers les recensements de la population effectués dans la commune depuis 1793. Pour les communes de moins de 10 000 habitants, une enquête de recensement portant sur toute la population est réalisée tous les cinq ans, les populations de référence des années intermédiaires étant quant à elles estimées par interpolation ou extrapolation. Pour la commune, le premier recensement exhaustif entrant dans le cadre du nouveau dispositif a été réalisé en 2005.

En 2022, la commune comptait 1 354 habitants, en évolution de −3,49 % par rapport à 2016 (Allier : −1,38 %, France hors Mayotte : +2,11 %).
| 1793  | 1800 | 1806 | 1821  | 1831  | 1836  | 1841  | 1846  | 1851  |
| ----- | ---- | ---- | ----- | ----- | ----- | ----- | ----- | ----- |
| 1 078 | 984  | 958  | 1 325 | 1 492 | 1 491 | 1 513 | 1 613 | 1 601 |

| 1856  | 1861  | 1866  | 1872  | 1876  | 1881  | 1886  | 1891  | 1896  |
| ----- | ----- | ----- | ----- | ----- | ----- | ----- | ----- | ----- |
| 1 569 | 1 493 | 1 750 | 1 651 | 1 657 | 1 577 | 1 593 | 1 596 | 1 702 |

| 1901  | 1906  | 1911  | 1921  | 1926  | 1931  | 1936  | 1946  | 1954  |
| ----- | ----- | ----- | ----- | ----- | ----- | ----- | ----- | ----- |
| 1 711 | 1 613 | 1 546 | 1 564 | 1 584 | 1 588 | 1 504 | 1 471 | 1 439 |

| 1962  | 1968  | 1975  | 1982  | 1990  | 1999  | 2005  | 2006  | 2010  |
| ----- | ----- | ----- | ----- | ----- | ----- | ----- | ----- | ----- |
| 1 515 | 1 602 | 1 649 | 1 705 | 1 650 | 1 553 | 1 505 | 1 498 | 1 502 |

| 2015  | 2020  | 2022  | - | - | - | - | - | - |
| ----- | ----- | ----- | - | - | - | - | - | - |
| 1 404 | 1 373 | 1 354 | - | - | - | - | - | - |

## Culture locale et patrimoine

### Lieux et monuments
- Église Saint-Cyr-Sainte-Julitte.
- Abbaye de Sept-Fons.
- Bords de Loire.
- Gare de Diou.

### Personnalités liées à la commune
L'abbé Combe, curé de Diou, invita dans son diocèse Mélanie Calvat, la voyante de la Salette. Elle revint ainsi en France de 1899 à 1905, juste avant sa mort.